# Dorsal oceànica

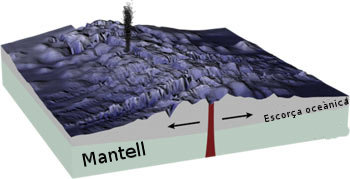
Formació d'una dorsal

Les dorsals oceàniques són grans serralades submergides que arriben a superar els 3.000 m d'altitud; normalment, presenten un solc central anomenat rift per on surt magma procedent de l'astenosfera i que es diposita als dos costats, creant més sòl oceànic. Els cims més elevats sobresurten de les aigües i formen illes. Aquestes formacions es troben als límits entre dues plaques tectòniques. Aquest tipus de serralades oceàniques actuen com a centres d'expansió oceànica i són les responsables de l'extensió del llit marí. L'elevació del fons marí ve donada pels corrents de convecció que fan emergir magma que surt del mantell per fissures longitudinals de l'escorça oceànica.
Les dorsals oceàniques del món estan connectades i formen un sol sistema de crestes que recorren tots els oceans de la Terra, fent de les dorsals oceàniques la serralada més llarga de la Terra. Les dorsals continuades formen de 65.000 km de llargada i la totalitat de les dorsals formen un sistema de 80.000 km.

## Descripció

Esquema de la topografia d'una dorsal oceànica amb el magma fluint des de la cambra magmàtica, formant nou sòl oceànic i expandint-lo des de la dorsal

Les dorsals oceàniques són formacions geològicament actives amb aportacions constants de nou magma sobre el llit oceànic i sobre la mateixa línia de crestes. Aquest magma refredat forma una crosta de basalt i gabre.
Les roques que componen aquesta escorça són més joves sobre l'eix de la cresta i la seva edat augmenta conforme ens hi allunyem. El nou magma de basalt emergeix a prop de l'eix a causa de la fusió per descompressió de les capes inferiors del mantell terrestre.
L'escorça oceànica està composta de roques molt més joves que la Terra. L'escorça de les conques oceàniques té menys de 200 milions d'anys. L'escorça es troba en un constat procés de renovació gràcies a les dorsals oceàniques. A mesura que ens allunyem de la dorsal, l'oceà guanya en profunditat, i les majors profunditat s'assoleixen en les fosses marines. Conforme l'escorça oceànica es va movent allunyant-se de la dorsal, la peridotita situada per sota es refreda i es fa més rigida; aquesta escorça i la peridotita rígida de sota conformen la litosfera oceànica.
L'expansió lenta de les dorsals com la dorsal mesoatlàntica produeix, generalment, valls de rift llargs i amples, a vegades de 10 a 20 km d'amplada de terreny accidentat fins als 1.000 m en la cresta de la dorsal; per contra, les dorsals d'expansió ràpida com la dorsal del Pacífic oriental presenten incisions estretes i punxegudes, envoltades generalment per una topografia plana que descendeix de la dorsal sobre milers de quilòmetres.

## Processos de formació

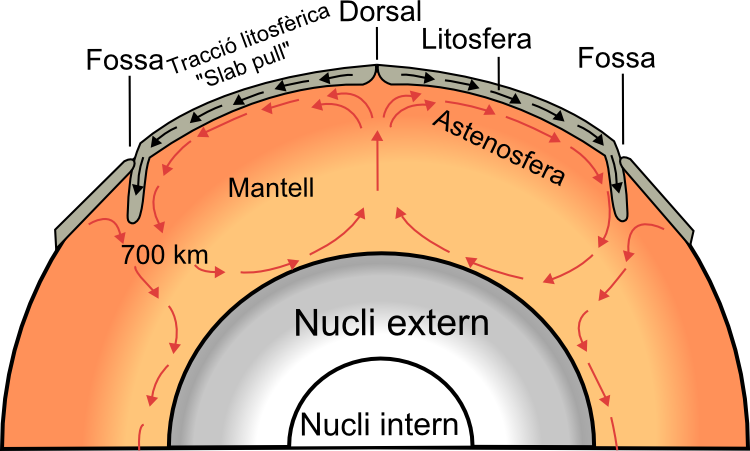
L'escorça oceànica es crea en les dorsals oceàniques, mentre que la litosfera se subdueix en l'astenosfera en les fosses

Diagrama d'una dorsal oceànica

Es pensa que són dos els processos involucrats en l'expansió de les dorsals oceàniques, la força d'empenta de la dorsal (Ridge push en anglès) i la tracció litosfèrica (força d'estirament de la placa slab pull en anglès), hi ha certa incertesa sobre quina de les dues és dominant. La força d'empenta actua quan la massa creixent de la dorsal empeny la resta de la placa tectònica allunyant-la de la dorsal, sovint cap a la zona de subducció. A la zona de subducció, la tracció litosfèrica entra en joc. És a dir, el pes de la placa tectònica en subducció per sota de la placa arrossega la resta de la placa amb el seu moviment.
L'altre procés proposat per contribuir a la formació de la nova escorça oceànica és la convecció del mantell. Això no obstant, hi ha hagut diferents estudis que han mostrat que l'astenosfera superior del mantell és massa plàstica (flexible) per a generar prou fricció per a estirar de la placa. A més, a diferència de la imatge, el mantell aflorat que causa el magma sota de les dorsals oceàniques sembla només afectar la seva part superior 400 km, com es dedueix de la tomografia sísmica i pels estudis de la discontinuïtat sísmica al voltant del 400 km. La relativa poca profunditat des de la qual aflora el mantell per sota de les dorsals és més consistent en el procés de tracció litosfèrica. Però, d'altra banda, algunes de les plaques tectòniques més grans, com la placa nord-americana, estan en moviment i encara no presenten subducció. El mantell s'ajunta amb les plaques i es forma una dorsal oceànica.
La velocitat a la qual les dorsals oceàniques creen nou material es coneix com la velocitat d'expansió, que generalment es mesura en mm/any. Les velocitats d'expansió se solen dividir en tres tipus:
- Expansió ràpida, més de 100 mm/any
- Expansió mitjana, entre 100 i 55 mm/any
- Expansió lenta entre 55 i 20 mm/any

La velocitat d'expansió de l'oceà Atlàntic és de ~ 25 mm/any, mentre que el Pacífic està sobre els 80–120 mm/any. Les dorsals que s'expandeixen a velocitats menors a 20 mm/any s'anomenen ultralentes (per exemple, la dorsal de Gakkel a l'oceà Àrtic).
Els sistemes de dorsals oceàniques formen nova escorça oceànica. Com el basalt cristal·litzat extrudit en els eixos de la dorsal es refreda per sota del punt de Curie dels òxids de ferro-titani, aquests òxids s'alineen en el camp magnètic de la Terra en aquell moment. El registre de l'orientació del camp de l'escorça oceànica guarda un registre de les direccions del camp magnètic terrestre. Com que el camp ha canviat la direcció a intervals irregulars durant la història, el patró dels canvis en l'escorça oceànica es pot usar com a indicador de la seva edat. De la mateixa manera, el patró dels canvis de camp magnètic, juntament amb les mesures de l'edat de l'escorça, s'usa per a establir la història del camp magnètic terrestre.

## Teories alternatives del mecanisme
Hi ha dos processos als quals es creu responsable de la separació que s'observa a les dorsals del centre dels oceans, i no és clar quin és el principal. La subducció i l'empenta de les dorsals són els dos processos més populars amb què es tracta d'explicar el procés. En el cas de l'empenta de les dorsals, se sosté que el pes de la serralada empeny la resta de la placa, allunyant-la del centre i apropant-la a una zona de subducció. A la zona de subducció, el pes de la placa que s'està «llençant» cap avall, atrau la resta de la placa cap al lloc.
L'altra teoria que intenta explicar la formació de nova escorça oceànica al centre de les dorsals submarines és el cinyell transportador al mantell (diagramat a la segona imatge). No obstant això, els que s'oposen a aquesta teoria indiquen que la part superior del mantell, l'astenosfera, és massa flexible perquè la fricció generada pugui empènyer una placa tectònica.

## Velocitat d'expansió del fons oceànic

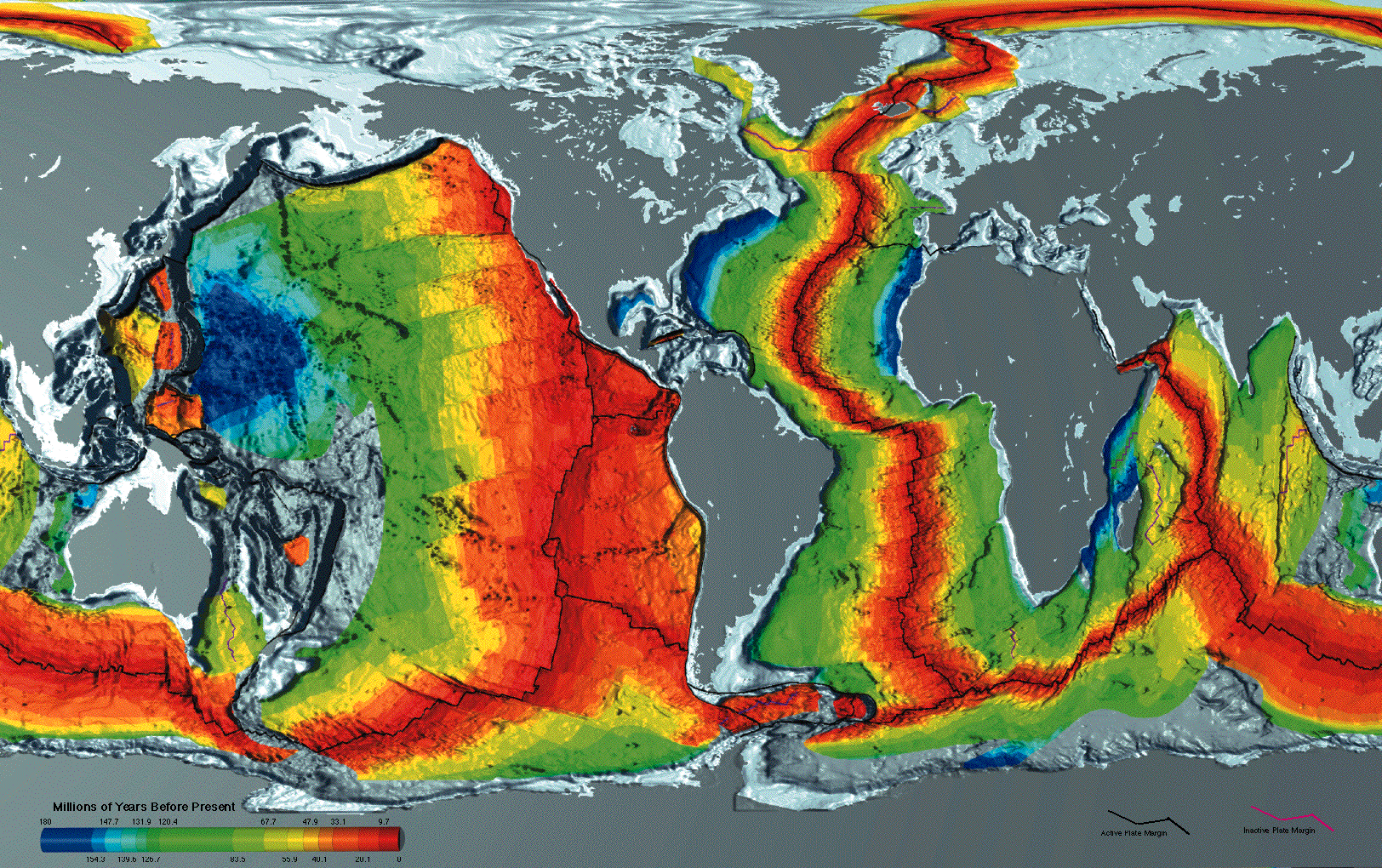
Edat del fons oceànic. En vermell el més jove, al costat de les dorsals, per exemple a la centreatlàntica. En blau el més antic, per exemple, al costat de les costes nord-africana i nord-americana. La diferent extensió dels fons de cada edat donen un clar indici de la diferent velocitat d'expansió a cada punt, que va originar les zones de fractura (falles transformants) clarament visibles com a discontinuïtats habitualment perpendiculars a les dorsals.

La velocitat de creació de nou material al fons de l'oceà, coneguda generalment com a velocitat d'expansió, és petita i es mesura en mil·límetres/any. Per a una classificació ràpida, se subdivideixen les velocitats a:
- ràpides: més de 200 mm/any;
- mitjanes: al voltant de 60 mm/any;
- lentes: menys de 20 mm/any.

El nou material format a les dorsals mesoceàniques, en refredar-se i transformant-se en roca, s'alineen d'acord amb el camp magnètic terrestre. Estudiant-ne l'orientació, s'han pogut determinar les variacions que ha tingut el camp magnètic al llarg de la història del planeta.
El procés pel qual una fissura com la Gran Vall del Rift passa a convertir-se en una dorsal oceànica no és encara del tot entès, encara que es creu que l'àrea del mar Roig és un exemple, en el qual el golf de Suez, al nord, representaria les etapes més primerenques, el nord del mar Roig una etapa intermèdia i el sud d'aquest una etapa més avançada de la formació.

## Zones de fractura
Es denominen zones de fractura de les dorsals a les esquerdes que travessen les seves crestes, marcant la direcció del lliscament segons el rumb de les anomenades falles transformants, resultat de la compensació de les tensions a què se sotmet la dorsal i tot el fons marí per les diferents velocitats a què es produeix l'expansió del sòl marí al llarg de les dorsals. Un exemple d'aquestes zones de fractura és la famosa falla de San Andrés (que emergeix a l'exterior a Califòrnia, Estats Units), encara que la majoria són submarines.

## Estructura
La cadena presenta un relleu molt accidentat, amb vessants amplis i crestes marcats sovint per una profunda esquerda longitudinal, anomenada vall d'enfonsament o rift, al llarg de la qual es produeixen nombrosos sismes superficials i erupcions volcàniques que aboquen laves de basalt.
Als costats de la dorsal va augmentant a poc a poc el gruix de l'escorça volcànica i el gruix dels sediments; l'activitat sísmica s'atenua més ràpidament. Fora de les crestes només hi ha volcans dispersos que formen muntanyes aïllades. Les crestes de la dorsal poden estar desplaçades lateralment al llarg de trams extensos que corresponen a zones de fractura.
Als límits entre dues plaques, la lava ardent fosa ascendeix fins a la superfície, es refreda i se solidifica alhora que l'escorça més antiga es va separant a banda i banda de la dorsal. En alguns punts de l'Atlàntic mitjà, la dorsal es desplaça uns 2 cm a l'any, mentre que al Pacífic oriental es mou més de pressa, a raó d'uns 14 cm anuals. El canvi gradual del volum submergit de les dorsals oceàniques provoca modificacions molt lleugeres del nivell del mar a una escala geològica de temps.
A les crestes de les dorsals hi ha també fumaroles o esquerdes hidrotermals de les quals brolla vapor ric en minerals a una temperatura de fins a 350 °C a través de les esquerdes del fons marí. Aquestes fonts d‟aigua dipositen estructures columnars de sulfurs metàl·lics que mantenen colònies d'animals poc comuns. Els compostos que emeten aquestes fonts d'aigua calenta tenen una funció important en el manteniment de la composició de l'aigua marina.

## Impacte en la química de l'aigua de mar i la deposició de carbonats

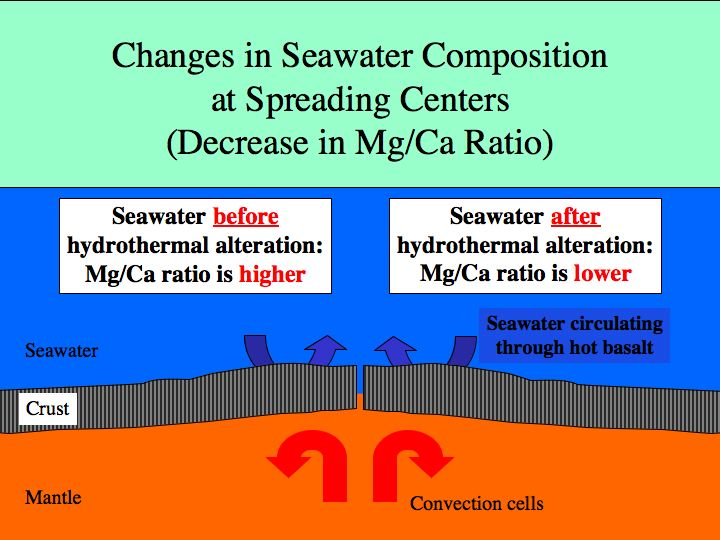
Canvis en la relació magnesi/calci a les dorsals oceàniques

L'extensió del fons marí a les dorsals mitjanes oceàniques és un sistema d'intercanvi iònic a escala global. Els respiradors hidrotermals als centres d'expansió introdueixen a l'oceà diverses quantitats de ferro, sofre, manganès, silici i altres elements, alguns dels quals es reciclen a l'escorça oceànica. L'heli-3, un isòtop que acompanya el vulcanisme des del mantell, s'emet per fonts hidrotermals i es pot detectar en fumaroles dins de l'oceà.
Les velocitats de propagació ràpides expandiran la dorsal oceànica fent que les reaccions basàltiques amb l'aigua de mar es produeixin més ràpidament. La relació magnesi/calci serà menor perquè s'eliminen més ions de magnesi de l'aigua de mar i la roca els consumeix, i s'eliminen més ions de calci de la roca i s'alliberen a l'aigua de mar. L'activitat hidrotèrmica a la cresta de la cresta és eficient per eliminar el magnesi. Una relació Mg/Ca més baixa afavoreix la precipitació de polimorfs de calcita de baix contingut en Mg de carbonat de calci (mar de calcita).
La propagació lenta a les dorsals oceàniques té l'efecte contrari i donarà lloc a una relació Mg/Ca més alta que afavoreix la precipitació d'aragonita i polimorfs de calcita d'alt Mg de carbonat de calci (mar d'aragonita).
Els experiments mostren que la majoria dels organismes moderns de calcita alta en Mg haurien estat calcita de baix Mg en mars de calcita passats, el que significa que la relació Mg/Ca en l'esquelet d'un organisme varia amb la relació Mg/Ca de l'aigua de mar on es va cultivar.
Per tant, la mineralogia dels organismes que construeixen esculls i sediments està regulada per reaccions químiques que es produeixen al llarg de la dorsal oceànica, la velocitat de les quals està controlada per la velocitat d'expansió del fons marí.

## Història

### Descobriment
Les serralades oceàniques estan generalment submergides a l'oceà. No fou fins als anys 50 que començà l'estudi del sòl oceànic en detall i que es començaren a conèixer les seves característiques..
El vaixell de recerca Vema, de l'observatori terrestre Lamont-Doherty de la Universitat de Colúmbia, travessà l'oceà Atlàntic enregistrant dades sobre el sòl oceànic des de la superfície. Un equip liderat per Marie Tharp i Bruce Heezen analitzaren les dades i arribaren a la conclusió que hi havia enormes cadenes muntanyoses al mig del sòl de l'Atlàntic. Els científics donaren el nom de dorsal mesoatlàntica a aquesta cadena muntanyosa submergida.
En un primer moment, es pensà que la serralada era un fenomen específic de l'oceà Atlàntic. Això no obstant, en continuar les investigacions del sòl oceànic en tot el món, es descobrí que tots els oceans contenien una part del sistema de dorsals marines. Alhora, es comprovà que, mentre que el sistema de dorsals es trobava al mig de l'oceà Atlàntic, no succeïa el mateix en altres oceans, ja que es trobava desplaçat del centre de l'oceà.

### Precedents
Alfred Wegener proposà la teoria de la deriva continental el 1912. Wegener afirmà: 
| «         | La dorsal mesoatlàntica... zona en la qual el sòl de l'Atlàntic, a mesura que s'espandeix, s'estripa contínuament per fer lloc per al nou sima calent i relativament fluid provinent de les profunditats. | » |
| — Wegener | |   |

 Això no obstant, no continuà amb aquestes observacions en els seus treballs posteriors i la seva teoria fou rebutjada pels geòlegs perquè no mostrava cap mecanisme per a explicar com els continents podien obrir-se pas a través de l'escorça terrestre oceànica, i la teoria s'oblidà.
Després del descobriment de l'extensió planetària de les dorsals el 1950, els geòlegs començaren a buscar explicacions a la formació d'una estructura geològica tan colossal. A la dècada dels 60, els geòlegs començaren a proposar mecanismes per explicar l'expansió del sòl marí. Fou a partir de llavors que la tectònica de plaques hi fou acceptada com una explicació apropiada, per la majoria dels geòlegs.

## Dorsals oceàniques
- Dorsal d'Aden
- Dorsal de l'Explorador
- Dorsal Gorda
- Dorsal Juan de Fuca
- Dorsal antàrticoamericana
- Dorsal del Pacífic oriental
  - Dorsal de Xile
  - Dorsal de les Galápagos
- Dorsal escocesa
- Dorsal Gakkel (dorsal mesoàrtica)
- Dorsal antàrticopacífica

- Dorsal de l'Índic oriental
- Dorsal indicocentral

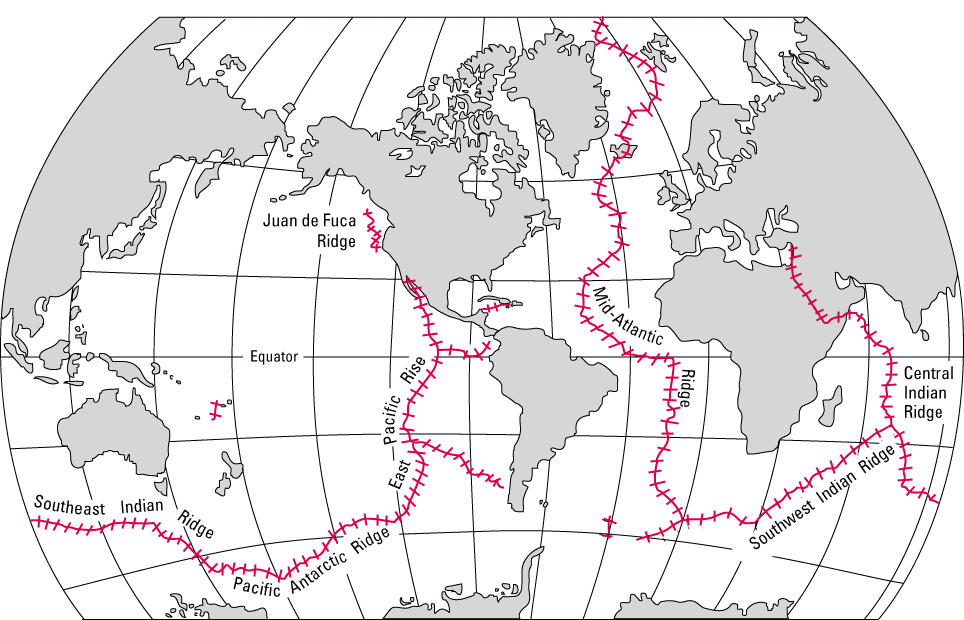
Distribució mundial de les dorsals oceàniques

  - Dorsal arabigoíndica o dorsal de Carlsberg
- Dorsal de l'Índic occidental

- Dorsal mesoatlàntica
  - Dorsal de Knipovich (entre Groenlàndia i Svalbard)
  - Dorsal Mohns (entre Svalbard i Islàndia)
  - Dorsal de Kolbeinsey (Nord d'Islàndia)
  - Dorsal de Reykjanes (Sud d'Islàndia)
  - Dorsal de l'Atlàntic Nord
  - Dorsal de l'Atlàntic Sud, que enllaça a través de la dorsal africanoantàrtica amb la dorsal de l'Índic occidental.